# San Sebastián Coatán
San Sebastián Coatán è un comune del Guatemala facente parte del dipartimento di Huehuetenango.